# Campodarsego
Campodarsego – miejscowość i gmina we Włoszech, w regionie Wenecja Euganejska, w prowincji Padwa.
Według danych na rok 2004 gminę zamieszkiwało 11 471 osób, 458,8 os./km².